# Franz Joseph Moser
Franz Joseph Moser (*  20. März 1880 in Wien; †  27. März 1939 ebenda) war ein österreichischer Musiker und Komponist.

## Leben
Franz Joseph Moser erhielt seine erste musikalische Ausbildung durch seinen Vater. Er studierte sechs Semester Philosophie und Germanistik an der Universität Wien, gleichzeitig auch von 1895 bis 1901 Musik am Konservatorium der Gesellschaft der Musikfreunde bei Franz Simandl, Robert Fuchs, Ferdinand Löwe, Franz Schalk, Eusebius Mandyczewski sowie Hermann Graedener  und legte die Staatsprüfungen in Gesang, Klavier und Orgel ab.
Von 1901 bis 1904 war Moser als Theaterkapellmeister in Darmstadt, am Stadttheater Troppau, am Neuen Stadttheater Znaim (Spielzeit 1902/03, als „Kapellmeister“), am Deutschen Theater Pilsen (Spielzeit 1903/04, als „I. Kapellmeister“) und in München engagiert. 1904 wurde er unter der Leitung von Gustav Mahler als Kontrabassist ins Orchester der Wiener Hofoper verpflichtet. Von 1906 bis 1910 wirkte er als Solorepetitor und Assistent Felix Mottls an der Münchner Hofoper. Er kehrte dann nach Wien zurück und war 1910–38 als Lektor für Gesang an der Universität Wien, sowie 1911–19 als Lehrer für Musiktheorie am Neuen Wiener Konservatorium tätig. 1911/12 wirkte Moser als Solorepetitor der Opernschule an der Wiener Musikakademie, wo er ab 1919 auch Klavier unterrichtete. 1919 wurde er Professor für Klavier an der Staatsakademie für Musik und darstellende Kunst, 1926–29 war er außerdem Chordirigent an der Wiener Oper. Moser leitete außerdem kurze Zeit den Wiener Akademischen Richard-Wagner-Verband.
Moser schrieb unter anderem zwei Messen und verschiedene kleinere Kirchenmusiken, vier Symphonien, ein Klavierquintett, ein Streichsextett, vier Streichquartette, eine Violinsonate, ein Klavierquartett, den
Klavierzyklus Aus meinem Leben, die Orchesterballade Lokis Ritt (Uraufführung 1907 in Dresden), die Musik zu dem Schauspiel Das Märchen von Hermann Heinz Ortner (Wiener Volksoper, 1926) sowie Serenaden, Suiten, Scherzi, Militärmärsche, Frauen- und Männerchöre und zahlreiche Lieder mit Klavier oder Orchester.